# Libnotes (Libnotes) marginalis
Libnotes (Libnotes) marginalis is een tweevleugelige uit de familie steltmuggen (Limoniidae). De soort komt voor in het Oriëntaals gebied.